# Dyrektywa 2001/20/WE
Dyrektywa 2001/20/WE – ustrojowy akt prawny z dnia 4 kwietnia 2001 stworzony w celu harmonizacji przepisów dotyczących eksperymentów klinicznych w obrębie państw członkowskich Unii Europejskiej.

## Dokładny tytuł dyrektywy 2001/20/WE
Dyrektywa 2001/20/WE w sprawie zbliżania przepisów ustawowych, wykonawczych i administracyjnych państw
członkowskich, odnoszących się do wdrażania zasad dobrej praktyki klinicznej w prowadzeniu badań klinicznych produktów leczniczych, przeznaczonych do stosowania przez człowieka.

## Cele dyrektywy 2001/20/WE
- wprowadzanie zasad dobrej praktyki klinicznej
- ochrona osób uczestniczących w badaniach klinicznych
- wymiana informacji na temat badań klinicznych, między innymi poprzez stworzenie odpowiednich baz danych
- ujednolicenie decyzji urzędowych (właściwe organy)
- ujednolicenie wydawania opinii przez komisje bioetyczne